# ゴクドーくん漫遊記
『ゴクドーくん漫遊記』（ゴクドーくんまんゆうき）は、中村うさぎによる日本のライトノベル、およびこれを原作とするメディアミックス作品である。原作のイラストは桐嶋たけるが担当。角川スニーカー文庫（角川書店）より1991年5月から刊行されている。当初、原作におけるタイトルは『極道くん漫遊記』だったが、テレビアニメ版は『ゴクドーくん漫遊記』と改題した上で放送され、原作もアニメ化以後の版では同様のタイトルに改められた。2000年1月時点でシリーズ累計部数は100万部を突破している。
小説版は角川スニーカー文庫で全13巻が刊行。その後は電撃文庫（メディアワークス）で『ゴクドーくん漫遊記外伝』が刊行されていたが、第10巻「地獄に堕ちた亡者ども 上」を最後に執筆が止まっており、本編と共に絶版となっていて続編発表の動きは無い。このことについて作者の中村は続きが書けなくなったと述べている。

## 登場人物
担当声優は、ラジオドラマ版 / テレビアニメ版のもの。併記されていないものはいづれもテレビアニメ版を指す。
ゴクドー・ユーコット・キカンスキー
声 - 山口勝平 / 石田彰
本作の主人公。年齢16歳。身長172cm、体重58kg。好きなものは金儲けと美女。嫌いなものは命令されること、儲けのないこと、占いバーサン。
名が示す通りの傍若無人な性格で、他人の迷惑など全く考慮せずに自由気ままに生きることを本分としている。金儲けなどの悪巧みのために仲間を利用することも多々あるが、大抵は失敗に終わる。物語の冒頭で呼び出したジンの魔法で女の子に変身させられた際にはかなりの美少女になっていた。
本当はエシャロット国の王子であり、元々セイギと同じ体を共用するいわゆる二重人格者であったが、幼児の頃に父親である王に真っ二つにされて殺され、プリンスの母親に生き返らせてもらった。このとき、二つが分かれたまま生き返され、それが原因でゴクドーとセイギは独立することになる。この時に王の剣も同じく2分割され、炎の魔剣と氷の魔剣になった。セイギと共に正式に国王となったのだが、堅苦しい国王の生活と自分の趣味に合わない《恥ずかしい正装》に嫌気が差し、ジンに最後の願いで冒険者に戻してもらった。
後に寄生型の神である、ヤム国の太陽の神リュウ・ジーを吸収して不老不死になり、時系列的に数10年後になる小説版外伝ではボケが進んでいた。武器は最初は普通の剣を使っていたが、すぐに炎を操る魔剣（名称不明：火の精霊サラマンダーを内に住まわす剣）に変わった。ゴクドーが呼び出すと瞬時に手に現れる。ルーベットの体と魂が入れ替わった時のツィンゲンツァイ編ツィンゲンツァイシスターズでは「ゴンゴン」と呼ばれる。この時、魔剣を呼んだが来ることはなかったが、弥勒に表面上だけ元に戻された時には呼び出せたため、魔剣がどういう仕組みで来るのかは不明（ゴクドーの身体を使っていたゴクウと、三蔵が作ったゴクドーの呪いの人形にはなぜか呼び出せた）。
ルーベット・ラ・レェテ
声 - 三石琴乃 / 吉田小百合
エシャロット国、ラ・レェテ公爵の一人娘。年齢15歳。身長153cm、体重41kg。好きなものは武芸一般と自己鍛練と歌うこと（上手かどうかは話は別、小説版では聞く者すべてが悶絶する）。嫌いなものは家事と規律と退屈。
エシャロット国王の陰謀に巻き込まれて誘拐されたが、ゴクドーと共に国王を倒した。その後、スリルを求めてゴクドーと共に冒険の旅へ出てしまう。小説版外伝1巻の主人公でもあり、13歳時に修道院へと強制的に入学させられてしまい、そこで後に出会う闇の女王達と知り合っている。その気の強さはゴクドーでさえ舌を巻くほどであり、ゴクドーに何度かその容姿の美麗さから人買いに売られているが、自力で戻ってきたり、さらにはその人買いと長年付き合う友人となったりとバイタリティに溢れる性格。後にゴクドーと同じように寄生型の神である、ヤム国の月の神ネガ・ナ・ルーナ（もしくはネガナ・ルーナ：小説ではリュウ・ジーの眷属の蛇神）を吸収して不老不死になる。武器は魔弓。すさまじい怪力と脚力の持ち主であるが、音楽や絵などの芸術的なセンスは皆無だが、アニメ第17話では体が入れ替わったせいか普通に歌えている。アニメ最終回でセイギの勘違いにより、ゴクドーと共に指名手配されてしまった。
ニアリー
声 - 三木眞一郎
魔王の息子で通称「プリンス」。本名で呼ばれることはほとんど無く、地の文でもプリンスと書かれている。年齢17歳（魔界では700歳）。身長176cm、体重61kg。好きなものはルーベットと（2種類を除く）女性全般。苦手なものはママ（占いバーサン）と亀（乙姫）と猿（ゴクウの奥さん）。
気取った性格で、女性と仲良くするのが大好き。かなりの好色家で様々な女性キャラクターにちょっかいを出すが、その一人一人に対しては誠実。昔を知る髑髏姿となった女性にも優しく接し、一夜を共にする場面も。ゴクドーのライバル的存在で、自分の都合で他人を振り回すという点では互角である。パルミット国に混乱を引き起こした罰として母親に魔力の大部分を封印され、ゴクドーと旅をさせられることになる。外伝第6巻で異母弟であるフローラ（光の女王と魔王の息子）と結婚する。
ジン
声 - 島香裕、金月真美（美少女ジン）
プリンスに仕えるランプの精。年齢不詳。身長228cm、体重186kg。好きなものは酒と説教。嫌いなものは反抗的な行為。真面目で実直。プリンスの行動に苦言を呈することもしばしば。美少女ジンと呼ばれるセクシーな女性に変身することができる。
ドラゴンなどにも変身することが可能で、かなり高い戦闘能力も所持している。ランプの精と言われているが、石ころから出てきたり、ゴクドーの呼び出しで出てきたりするため、ランプがなければ出てこられないというわけではないらしい。ゴクドーと一緒に行動しているのはサービスと言っていたが、本人自身が楽しんでついて行っているような感じでもある。闇の女王と同じ種族であり、プリンスのお目付け役としてゴクドー達とともに旅をする。無類の酒好き。男の時はいつも糸目である。酒が原因で一回、上司である占いバーサンによって魔力を封印されてしまった。
セイギ
声 - 石田彰
無駄に正義感溢れる若者。実はゴクドーの半身だが、性格と行動パターンはまるで正反対で、すぐに他人を信用する。ゴクドーと共に魔王となったエシャロット国王を打倒して、エシャロット王となる。武器はゴクドーの魔剣と対になる氷を操る魔剣を使う。ゴクドーとセイギが元は一人の人間であったように、炎の魔剣と氷の魔剣も元は一本の剣であった。
小説版外伝ではアーサガとの間に「ヒーロー」（ラッキー/アンラッキー）という一人息子を持つ。外伝で明らかになったことだが、エシャロット王家の男子は先天的に「一つの身体に二つの魂を宿している」という設定が明かされている。
ナーニャ
声 - 浅川悠
チンゲツァイ国に住むキバ族族長の妹。満月の夜に虎化する半神半人である。小説版ではジンの妻になる。非常にキツい性格だが正義感が強い。当初は諸事情でプリンスの体に入っていたジンに惚れるが、元の姿に戻った大男のジンに対して「惚れ直した」と発言している。
占いバーサン（雑巾ババア）
声 - 堀絢子
プリンスの母親にして魔王の妻。年齢・身長・体重等は不明。好きなもの、ゴクドーくん。嫌いなもの、亭主。ジンと同じ種族である魔人族のプリンセスであり、また死を司る闇の女王であることが外伝で明かされた。従姉妹に生を司る光の女王がいるが、仲が悪く互いにいびりあっている。終始ゴクドーに雑巾ババアと呼ばれている。「魔王は悪いことをするのが仕事」といって、人間界にいらんちょっかいをかける夫を邪魔するために暗躍しているが、本人もかなり迷惑な人物。ゴクドーとセイギを2人に分けて蘇生した際、セイギは真面目な夫婦に預けたのにゴクドーは通りすがりの呑んだくれに押し付けるなどしている。
実は凄い美人であるが、ゴクドーを相手にする時には必ず老婆の姿で行動している。
一休（いっきゅう）
声 - 大本眞基子
魔界にある煩悩寺の小坊主であり、ゴクドー並の悪知恵の才能がある悪魔。後に煩悩寺第二百十代目の住職になる。人間の魂を好物としており、何かにつけて魂を要求してくる。魂譲渡の契約書に本人がサインすると、その契約書の内容が履行された瞬間一休の手に契約者の魂が譲渡されるとあるが、ゴクドーが「あいつの魂をやる」と言った相手から強制的に魂を吸出したりする描写もあり、契約書が無くとも吸魂することが可能な様子。外伝では準主人公を務めている。小悪魔とされているが、魂の定義や人物の存在価値を熟考したりなど、道徳的な考え方もできる。アニメのツィンゲンツァイ編においてツィンゲンツァイシスターズのマネージャーとなる。
羅幽花（らゆうか）
声 - 荒木香恵
詩菫花の姉。芙蓉山に住む蛇の妖怪であり、妖怪の父親を屋敷に変化させて生活している。月の桂と呼ばれる妖力のこもった木から作った琴で相手を小さくする妖術を使う。ツィンゲンツァイシスターズでは「ランラン」と呼ばれる。姉妹共に男の扱いに長けている。
詩菫花（しきんか）
声 - 水野愛日
羅幽花の妹。ツィンゲンツァイシスターズでは「シンシン（原作）」「キンキン」と呼ばれる。
うさぎ
声 - 水野愛日
漫画版やアニメ版に頻繁に登場する2頭身のキャラクター。アニメでは終わりの部分で「〜つづく〜」という看板を片手に毎回現れる。桐嶋たけるによる漫画版では、ゴクドーやルーベットに混じって主要キャラを務める。

## 制作背景
主人公のゴクドーは、角川書店のゲーム雑誌『コンプティーク』で連載されていた『ルーンワース』(T&E SOFT)レビュー記事の、特別編として作られた別冊付録に掲載された欄外コラムのキャラクターが元になっている（イラストは迎夏生）。このコラムを執筆したライターが、当時「イボンヌ木村」と名乗っていた中村である。自由度が高いアクティブRPGということで、正統派のプレイで進む本文と対比してひたすら我侭放題をやりつくす「極道プレイ」を行なうキャラクターとして、「極道くん」が設定されたものである。

## 評価
作品のコンセプトは「勇者らしくない勇者が、仲間らしくない仲間とともに、ファンタジーらしくないファンタジー世界を旅する」というもので、「ファンタジーの王道」という固定概念を徹底的に外すことによってそれを笑いにしていると評論家の榎本秋に紹介されている。

## 既刊一覧

### 小説

#### 本編
- 中村うさぎ（著）・桐嶋たける（イラスト）、角川書店〈角川スニーカー文庫〉、全13巻
  - 『ゴクドーくん漫遊記』、1991年6月1日初版発行（5月28日発売[10]）、ISBN 4-04-412501-5
  - 『ゴクドーくん漫遊記 2』、1992年4月1日初版発行（3月27日発売[11]）、ISBN 4-04-412502-3
  - 『ゴクドーくん漫遊記 3』、1992年9月1日初版発行（8月24日発売[12]）、ISBN 4-04-412503-1
  - 『ゴクドーくん漫遊記 4 チンゲンツァイ国編 上』、1993年9月1日初版発行（8月31日発売[13]）、ISBN 4-04-412504-X
  - 『ゴクドーくん漫遊記 5 チンゲンツァイ国編 中』、1994年9月1日初版発行（8月30日発売[14]）、ISBN 4-04-412505-8
  - 『ゴクドーくん漫遊記 6 チンゲンツァイ国編 下』、1995年3月1日初版発行（2月28日発売[15]）、ISBN 4-04-412506-6
  - 『ゴクドーくん漫遊記 7』、1995年12月1日初版発行（同日発売[16]）、ISBN 4-04-412507-4
  - 『ゴクドーくん漫遊記 8』、1996年9月1日初版発行（8月31日発売[17]）、ISBN 4-04-412508-2
  - 『ゴクドーくん漫遊記 9 ロボット国編 上』、1997年9月1日初版発行（8月29日発売[18]）、ISBN 4-04-412510-4
  - 『ゴクドーくん漫遊記 10 ロボット国編 下』、1998年6月1日初版発行（5月28日発売[19]）、ISBN 4-04-412512-0
  - 『ゴクドーくん漫遊記 11』、1998年9月1日初版発行（8月31日発売[20]）、ISBN 4-04-412513-9
  - 『ゴクドーくん漫遊記 12』、1999年4月1日初版発行（3月26日発売[21]）、ISBN 4-04-412515-5
  - 『ゴクドーくん漫遊記 13』、1999年9月1日初版発行（8月31日発売[22]）、ISBN 4-04-412516-3

#### 外伝
- 中村うさぎ（著）・桐嶋たける（イラスト）、メディアワークス〈電撃文庫〉、既刊10巻（2001年6月10日現在）
  - 『ゴクドーくん漫遊記外伝 聖マリア修道院の怪談』、1993年6月10日発売[23]、ISBN 4-0730-0133-7
  - 『ゴクドーくん漫遊記外伝 2 アーサガ王妃と電卓の騎士たち』、1994年6月10日発売[24]、ISBN 4-0730-1138-3
  - 『ゴクドーくん漫遊記外伝 3 俺たちは天使じゃねぇ』、1995年9月10日発売[25]、ISBN 4-0730-3568-1
  - 『ゴクドーくん漫遊記外伝 4 王子と叔父貴とおかしなヤツら』、1996年8月10日発売[26]、ISBN 4-0730-5047-8
  - 『ゴクドーくん漫遊記外伝 5 渚のオテンバ人魚』、1997年5月10日発売[27]、ISBN 4-0730-6259-X
  - 『ゴクドーくん漫遊記外伝 6 眠れる森の美女と野獣』、1998年1月10日発売[28]、ISBN 4-8402-0761-5
  - 『ゴクドーくん漫遊記外伝 7 幽霊城でつかまえて！』、1998年3月10日発売[29]、ISBN 4-0731-1220-1
  - 『ゴクドーくん漫遊記外伝 8 燃えよギョーザ3兄妹』、1998年8月10日発売[30]、ISBN 4-8402-1253-8
  - 『ゴクドーくん漫遊記外伝 9 パルミットの笛吹き』、2000年1月10日発売[31]、ISBN 4-8402-1390-9
  - 『ゴクドーくん漫遊記外伝 10 地獄に堕ちた亡者ども 上』、2001年6月10日発売[32]、ISBN 4-8402-1760-2

### 漫画

#### 桐嶋たける版
原作のイラストを担当した桐嶋たけるが『コミック電撃大王』にてコミカライズを連載。
- 中村うさぎ（原案）・桐嶋たける（作画） 『極道くん漫遊記 THE COMIC』 メディアワークス〈電撃コミックスEX〉、全2巻
  1. 1995年12月10日発売[33]、ISBN 4-07-303999-7
  2. 1998年5月10日発売[34]、ISBN 4-07-308880-7
- 中村うさぎ（原案）・桐嶋たける（作画） 『ゴクドーくん漫遊記』 メディアワークス〈電撃コミックス〉、全3巻
  1. 1999年5月15日初版発行（4月27日発売[35]）、ISBN 4-07-312082-4
  2. 1999年6月15日初版発行（5月27日発売[36]）、ISBN 4-8402-1224-4
  3. 2000年8月15日初版発行（7月27日発売[37]）、ISBN 4-8402-1602-9

#### 東田寛子版
東田寛子が『ドラゴンJr.』にて『ゴクドーくん漫遊記 THE BADDEST』（ - ザ・バッデスト）を連載。
- 中村うさぎ（原案）・東田寛子（作画） 『ゴクドーくん漫遊記 THE BADDEST』 角川書店〈角川コミックスドラゴンJr.〉、全3巻
  1. 1999年7月29日発売[38]、ISBN 4-04-712194-0
  2. 2000年3月28日発売[39]、ISBN 4-04-712225-4
  3. 2000年8月30日発売[40]、ISBN 4-04-712244-0

## ラジオ番組
いずれも番組前半にパーソナリティによるトークパートがあり、後半にラジオドラマを放送していた。ラジオドラマの無い週には、原作者の中村うさぎも出演するスペシャルコーナーを設けていた（三重野瞳単独出演番組を除く）。
電撃アワー 極道くん漫遊記外伝
1994年4月 - 1994年10月 / ラジオ大阪、文化放送（第1週） / パーソナリティ - 三石琴乃、石田彰
三重野瞳の電撃アワー 極道くん漫遊記外伝
1994年10月 - 1995年3月 / KBCラジオ / パーソナリティ - 三重野瞳
実質上記の半年遅れで放送。
電撃うさぎアワー 極道くん漫遊記外伝2
1995年4月 - 1995年9月 / NACK5、ラジオ大阪ほか（全10局ネット） / パーソナリティ - 石田彰、三重野瞳

### 主題歌
オープニングテーマ「時の振子」
作詞 - 佐藤ありす / 作曲 - 山本健司 / 編曲 - 加藤みちあき / 歌 - a・chi-a・chi
エンディングテーマ「蒼い迷宮」（あおいラビリンス）
作詞 - 佐藤ありす / 作曲 - 山本健司 / 編曲 - 神林早人 / 歌 - a・chi-a・chi

### CD
ラジオドラマを収録したCDとラジオドラマのサウンドトラックCDがビクターエンタテインメント（現・フライングドッグ）から発売。
| タイトル                                                                                  | 声の出演                                                            | 発売日         |
| ----------------------------------------------------------------------------------------- | ------------------------------------------------------------------- | -------------- |
| 極道くん漫遊記外伝〜生き血をすする聖女たち CDシネマ1 “さよならシスターまたきてるーべっと” | 三石琴乃、岩田光央 、平野文、原えりこ                               | 1994年6月22日  |
| 極道くん漫遊記外伝〜生き血をすする聖女たち CDシネマ2 “我が人生に杭 (!?) なし”             | 三石琴乃、岩田光央 、平野文、原えりこ                               | 1994年7月21日  |
| 極道くん漫遊記外伝〜生き血をすする聖女たち CDシネマ3 “ラスト・ウォーズ〜バンパイヤの逆襲” | 三石琴乃、岩田光央 、平野文、原えりこ                               | 1994年8月24日  |
| 極道くん漫遊記外伝 CDシネマ4 売り飛ばされて大逃亡                                         | 三石琴乃、岩田光央 、平野文、原えりこ                               | 1994年10月21日 |
| 極道くん漫遊記外伝1スペシャル 極道ナイトライブ                                            | 三石琴乃、石田彰、岩田光央、 中村うさぎ                             | 1994年12月16日 |
| 極道くん漫遊記外伝2 CDシネマ1 財宝ダョ！全員集合!!                                        | 山口勝平、三石琴乃 、菊池正美、石田彰、久川綾、藤田淑子、西村知道   | 1995年6月21日  |
| 極道くん漫遊記外伝2 CDシネマ2 地下迷宮で笑ってる場合ですよ…？                             | 山口勝平、三石琴乃 、菊池正美、石田彰、久川綾、藤田淑子、西村知道   | 1995年7月21日  |
| 極道くん漫遊記外伝2 CDシネマ3〜アトランダムまるごとハウ・マッチ?!                         | 山口勝平、三石琴乃 、菊池正美、石田彰、久川綾、藤田淑子、西村知道   | 1995年8月23日  |
| 極道くん漫遊記外伝2スペシャル 極道ナイトライブ                                            | 三石琴乃、石田彰、山口勝平、 中村うさぎ、菊池正美、久川綾、藤田淑子 | 1995年11月22日 |
| 極道くん漫遊記外伝〜生き血をすする聖女たち オリジナル・サウンドトラック                   |                                                                     | 1994年9月21日  |
| 極道くん漫遊記外伝2 / JAJA姫武遊伝 オリジナル・サウンドトラック                           |                                                                     | 1995年9月21日  |

## テレビアニメ
テレビ東京系列局ほかで放送。全26話。テレビ東京系列局では1999年4月2日から同年9月24日まで放送。

### スタッフ
- 原作 - 中村うさぎ[4]
- キャラクター原案 - 桐嶋たける[4]
- 監督 - 杉島邦久[4]
- シリーズ構成 - 冨岡淳広[4]
- キャラクターデザイン・総作画監督 - 下笠美穂[4]
- 美術監督 - 西川淳一郎[4]
- 色彩設定 - 赤間三佐子
- 撮影監督 - 鳥越一志[4]
- 編集 - 正木直幸
- 音響監督 - 藤野貞義[41]
- 音楽 - 秋元直也[4]
- プロデューサー - 小林教子、柳沢隆行
- アニメーション制作 - トランス・アーツ[41]
- 製作 - テレビ東京[4]、テレビ東京メディアネット[4]

### 主題歌
オープニングテーマ「プリズム」
作詞 - 森雪之丞 / 作曲 - 紫 / 編曲 - Achilles Damigos / 歌 - BAISER
エンディングテーマ「WAKE UP!」（1話 - 19話）
作詞・作曲 - 千聖、帆苅伸子/ 編曲 - 千聖、重盛美晴、T2ya / 歌 - 千聖
エンディングテーマ「SILENT MOON」（20話 - 26話〈最終話〉）
作詞 - 鮎川めぐみ / 作曲・編曲 - 西平彰 / 歌 - ellemo

### 各話リスト
| 話数 | サブタイトル                                   | 脚本     | 絵コンテ     | 演出         | 作画監督                                         | 放送日        |
| ---- | ---------------------------------------------- | -------- | ------------ | ------------ | ------------------------------------------------ | ------------- |
| 1    | いきなり美少女にばけちゃうオレなのよのこと     | 冨岡淳広 | 杉島邦久     | 西山明樹彦   | 平岡正幸                                         | 1999年 4月2日 |
| 2    | おマヌケな飛び入りさわやか乱入のこと           | 冨岡淳広 | 笠井賢一     | 笠井賢一     | 祝浩司                                           | 4月9日        |
| 3    | オレ様の最後の願いを聞いてくれ!のこと          | 三浦浩児 | 谷口悟朗     | 谷口悟朗     | 杉本道明                                         | 4月16日       |
| 4    | のるかそるか!?国王レースに出ちゃうぞ!のこと    | 菅原雅通 | 横田和       | 横田和       | 薄谷栄之                                         | 4月23日       |
| 5    | スフィンクスにワケわかんねー謎を出されるのこと | 水出弘一 | 布施木一喜   | 布施木一喜   | 高津幸央                                         | 4月30日       |
| 6    | もう女なんかぜってー信用しねぇ!のこと          | 冨岡淳広 | 藤本義孝     | 西山明樹彦   | 平岡正幸                                         | 5月7日        |
| 7    | 第三の男の正体にオレたちゃブッとんだ!のこと    | 三浦浩児 | 日下部光雄   | 日下部光雄   | 佐藤多恵子                                       | 5月14日       |
| 8    | 薔薇の君プリンスあやかしの微笑み乱れ咲きのこと | 冨岡淳広 | 谷口悟朗     | 笠井賢一     | 杉本道明                                         | 5月21日       |
| 9    | 絵にも描けない龍宮城に来てみればのこと         | 水出弘一 | 横田和       | 横田和       | 祝浩司                                           | 5月28日       |
| 10   | お天気激変!爆裂太陽娘にふりまわされるのこと    | 菅原雅通 | 杉島邦久     | 布施木一喜   | 高津幸央                                         | 6月4日        |
| 11   | ホトケと魔族のなんだか根の深そーな因縁のこと   | 三浦浩児 | 藤本義孝     | 西山明樹彦   | 平岡正幸                                         | 6月11日       |
| 12   | お医者さんゴッコで宝玉大接近!のこと            | 冨岡淳広 | 横田和善     | 花井信也     | 水井舞 戸田真一                                  | 6月18日       |
| 13   | 驚天動地!イナホ国の明日はどっちだ!?のこと      | 菅原雅通 | 笠井賢一     | 笠井賢一     | 杉本道明                                         | 6月25日       |
| 14   | オレがあいつでこいつがどいつで大混乱のこと     | 冨岡淳広 | 細田雅弘     | 則座誠       | 本田蕪里                                         | 7月2日        |
| 15   | おそるべき妖怪姉妹涙の再会!のこと              | 水出弘一 | 布施木一喜   | 布施木一喜   | 祝浩司                                           | 7月9日        |
| 16   | 変わり果てたオレの体は何でそーなるの!?のこと   | 三浦浩児 | 横田和       | 西山明樹彦   | 高津幸央                                         | 7月16日       |
| 17   | 魅惑のチンゲンツァイシスターズ!登場のこと      | 菅原雅通 | 藤本義孝     | 笠井賢一     | 薄谷栄之                                         | 7月23日       |
| 18   | オレ猿のまったくとんでもない正体は?のこと      | 三浦浩児 | 前島健一     | 花井信也     | 戸田真一                                         | 7月30日       |
| 19   | みつめ愛・しのび愛・からみ愛のこと             | 菅原雅通 | しのゆきひろ | しのゆきひろ | 杉本道明                                         | 8月6日        |
| 20   | この子誰の子パンダの子?青い卵の謎のこと        | 水出弘一 | 横田和       | 横田和       | 祝浩司                                           | 8月13日       |
| 21   | 三蔵法師登場!オレたちの幸せ探しのこと          | 菅原雅通 | 藤本義孝     | 藤本義孝     | 本田神蕉                                         | 8月20日       |
| 22   | 弥勒覚醒!幸せっていったいナニ?のこと           | 冨岡淳広 | 杉島邦久     | 西山明樹彦   | 薄谷栄之                                         | 8月27日       |
| 23   | 三蔵の逆襲!とにかくオレを元に戻してくれ!のこと | 三浦浩児 | 布施木一喜   | 布施木一喜   | 高津幸央                                         | 9月3日        |
| 24   | めざめよ命の泉!オレ様大復活!!のこと            | 冨岡淳広 | 浅川智裕     | 花井信也     | 戸田真一                                         | 9月10日       |
| 25   | 夢見るオレ様!起きてビックラのこと              | 冨岡淳広 | 笠井賢一     | 笠井賢一     | 杉本道明                                         | 9月17日       |
| 26   | あばよ!誰にも文句はいわせねーぜ!のこと         | 冨岡淳広 | 杉島邦久     | 杉島邦久     | 下笠美穂 及川博史（メカ） 杉本道明（エフェクト） | 9月24日       |

### 放送局
系列は備考欄に記載の無い場合は、全てテレビ東京系列とする。
| 放送期間（または、放送体制） | 放送時間           | 放送局         | 対象地域       | 備考   |
| ---------------------------- | ------------------ | -------------- | -------------- | ------ |
| 1999年4月2日 - 9月24日       | 金曜 18:30 - 19:00 | テレビ東京     | 関東広域圏     | 製作局 |
|                              |                    | テレビ北海道   | 北海道         |        |
|                              |                    | テレビ愛知     | 愛知県         |        |
|                              |                    | テレビ大阪     | 大阪府         |        |
|                              |                    | テレビせとうち | 岡山県・香川県 |        |
|                              |                    | TVQ九州放送    | 福岡県         |        |
| 遅れネット                   | 木曜 18:30 - 19:00 | 三重テレビ     | 三重県         | 独立局 |
|                              | 月曜 7:30 - 8:00   | 奈良テレビ     | 奈良県         | 独立局 |

### 映像ソフト
テレビアニメ版を収録したVHSビデオ・LD・DVDがパイオニアLDCから発売。全7巻。
| タイトル                 | 発売日         |
| ------------------------ | -------------- |
| ゴクドーくん漫遊記 ACT.1 | 1999年7月23日  |
| ゴクドーくん漫遊記 ACT.2 | 1999年8月25日  |
| ゴクドーくん漫遊記 ACT.3 | 1999年9月24日  |
| ゴクドーくん漫遊記 ACT.4 | 1999年10月22日 |
| ゴクドーくん漫遊記 ACT.5 | 1999年11月26日 |
| ゴクドーくん漫遊記 ACT.6 | 1999年12月22日 |
| ゴクドーくん漫遊記 ACT.7 | 2000年1月25日  |